# Elaine Pagels
Elaine Pagels, nata Elaine Hiesey (Palo Alto, 13 febbraio 1943), è una docente statunitense insegnante di storia del cristianesimo nell'università di Princeton e studiosa dei vangeli gnostici.

## Biografia
Laureata nel 1965 all'università di Stanford e sposata nel 1969 con il fisico teorico Heinz Rudolf Pagels, ottenne il dottorato di ricerca all'università di Harvard, con uno studio sui codici di Nag Hammadi, e dal 1974 è insegnante di religione nel Barnard College di New York.
Nel 1975, dopo aver studiato le Lettere di Paolo alla luce dello gnosticismo e del primo cristianesimo, scrisse The Gnostic Paul, ove teorizza che Paolo sia stato una fonte dello gnosticismo con un'influenza sulle prime chiese cristiane tale da creare le apocrife Lettere pastorali – le due a Timoteo e la Lettera a Tito – a lui attribuite dai padri della Chiesa in modo da far credere che Paolo appoggiasse la loro interpretazione piuttosto che quelle gnostiche.
Il suo studio dei Codici di Nag Hammadi sono alla base de I vangeli gnostici (1979), una introduzione alla raccolta degli stessi codici, che vinse i premi «National Book Critics Circle Award» e «National Book Award», e fu inserito dalla Modern Library fra i 100 migliori libri del secolo. Come risposta polemica, l'istituto di tendenza conservatrice «Intercollegiate Studies» lo classificò tra i 50 peggiori libri del Novecento.
La Pagels vi accoglie la tesi di Walter Bauer, pubblicata nel 1934, deducendo che la Chiesa cristiana fu fondata in una società attraversata da molte e contraddittorie ideologie: lo Gnosticismo non fu pertanto un movimento coeso e coerente, ma fu diviso da fazioni in polemica tra di loro e attrasse nelle sue file particolarmente le donne, a motivo della sua prospettiva egualitaria che le ammetteva alla partecipazione ai riti.
Nel 1982 Pagels divenne insegnante di Storia del cristianesimo primitivo nella Princeton University. Con i finanziamenti della «MacArthur Foundation», dal 1980 al 1985 eseguì ricerche i cui risultati espose nel Adam, Eve, and the Serpent, ove esamina il mito della creazione e il suo ruolo nello sviluppo delle concezioni sessuali nell'Occidente cristiano. Come ne I vangeli gnostici, anche in Adam, Eve, and the Serpent, Elaine Pagels esamina il modo con il quale le donne sono state considerate nella storia del Cristianesimo.
Nell'aprile 1987, il figlio Mark morì dopo una malattia a cinque anni e l'anno dopo anche il marito Heinz scomparve in un incidente di montagna. Toccata profondamente da queste tragedie, la Pagels iniziò una ricerca su L'origine di Satana, libro che ipotizza che la figura di Satana fosse stata presa a pretesto dal cristianesimo ortodosso per demonizzare le altre correnti cristiane e il giudaismo.
Il suo bestseller, Beyond Belief: The Secret Gospel of Thomas (2003), si concentra sulla pretesa delle religioni di possedere l'unica e autentica verità: confrontando il Vangelo secondo Giovanni con il Vangelo di Tommaso, la Pagels rileva come, mentre Giovanni sostenga che Gesù sia la «luce del mondo», Tommaso insegni che «vi è una luce entro ogni persona che illumina l'universo intero. Se non brilla, c'è la tenebra». Tommaso condivide con altri cosiddetti insegnamenti segreti la convinzione che Gesù non sia Dio, ma un maestro che cerca di scoprire la luce divina in ogni essere umano. La Pagels afferma che il vangelo secondo Giovanni sia stato scritto in confutazione di quello di Tommaso: Giovanni considera Tommaso un discepolo di poca fede che non riesce a credere senza vedere ed enfatizza molto il ruolo di Gesù come centro della fede, che è la base della maggior parte della tradizione del moderno cristianesimo. Al tempo delle persecuzioni, i padri della Chiesa costituirono il canone, il credo e la gerarchia ecclesiastica, sopprimendo in questo processo diverse fonti di spiritualità al fine di evitare ogni motivo di conflitto con la legge e la religione romana. Il libro della Pagels contiene anche una sua personale esplorazione del significato della perdita e della tragedia.

## Opere
- The Johannine Gospel in Gnostic Exegesis: Heracleon's Commentary on John, Society of Biblical Literature, 1973, ISBN 1-555-40334-4; 1989
- Lo Gnostico Paolo. Esegesi gnostica delle Epistole Paoline (The Gnostic Paul: Gnostic Exegesis of the Pauline Letters, 1975; II ed. 1992), traduzione di G. M. Quinti, La Teca Edizioni, 2012, ISBN 978-8494-0-1252-5.
- I Vangeli Gnostici (The Gnostic Gospels, 1979), traduzione di Massimo Parizzi, a cura di Luigi Moraldi, Collana Saggi, Milano, Mondadori, 1981.
- Adamo, Eva e il serpente. Alle origini della morale sessuale cristiana (Adam, Eve and the Serpent: Sex and Politics in Early Christianity, 1988), traduzione di Daniela Guglielmino, Collana Saggi, Milano, Mondadori, 1990.
- Satana e i suoi angeli. La demonizzazione di ebrei, pagani ed eretici nei primi secoli del Cristianesimo (The Origin of Satan: How Christians Demonized Jews, Pagans, and Heretics, 1995), traduzione di Lydia Salerno, Collana Saggi Stranieri, Milano, Mondadori, 1996, ISBN 978-88-0438-811-1.
- Il Vangelo segreto di Tommaso. Indagine sul libro più scandaloso del Cristianesimo delle origini (Beyond Belief: The Secret Gospel of Thomas, 2003), traduzione di C. Lazzari, Collana Saggi, Milano, Mondadori, 2005, ISBN 978-88-0454-391-6.
- con Karen L. King, Il Vangelo ritrovato di Giuda. Alle origini del Cristianesimo (Reading Judas: The Gospel of Judas and the Shaping of Christianity, 2007), traduzione di C. Lazzari, Collana Saggi, Milano, Mondadori, 2007, ISBN 978-88-0457-318-0.
- Revelations: Vision, Prophecy, and Politics in the Book of Revelation, Viking Adult, 2012, ISBN 0-670-02334-5.